# José Luis López Vázquez
José Luis López Vázquez (ur. 11 marca 1922 w Madrycie, zm. 2 listopada 2009 tamże) – hiszpański aktor filmowy i telewizyjny.

## Wybrana filmografia
Seriale TV
- 1983: El Quijote de Miguel de Cervantes jako El ventero
- 2000: Hospital Central jako Armando
- 2001: Cuentame jako Miguel

Film
- 1947: María Fernanda, la Jerezana
- 1957: Cud w każdy czwartek (Los jueves, milagro) jako Don Fidel
- 1960: Un bruto para Patricia jako Carlos de Carvajal
- 1961: Uczta wigilijna (Plácido) jako Gabino Quintanilla
- 1962: Solteros de verano
- 1963: Kat (El verdugo) jako Antonio Rodríguez
- 1963: Las hijas de Helena jako Manolo
- 1965: La visita que no tocó el timbre jako Juan
- 1967: Mrożony peppermint (Peppermint Frappé) jako Julián
- 1972: Podróże z moją ciotką (Travels with My Aunt) jako Dambreuse
- 1979: Dzikie łoża (Letti selvaggi) jako właściciel garażu
- 1981: Zabytek narodowy (Patrimonio nacional) jako Luis José
- 1983: Un genio en apuros jako kapitan
- 2003: El oro de Moscu jako stary Beltran

## Odznaczenia
Został odznaczony Medallem de Oro al Merito en las Bellas Artes (Arts Gold Medal).